# Arborescence
Arborescence (vertaling: 'wijde vertakking') is een studioalbum van Ozric Tentacles. De Ozrics gaven op dat album aan dat de opnamen plaatsvonden gedurende 1993 en 1994 in hun eigen geluidsstudio At the Mill te Somerset tijdens allerlei weertypes. Het was (voorlopig) het laatste album met Pepler en Hinton, zij gingen verder in Eat Static.
In 1999 volgde een heruitgave op Snapper Records, voorzien van een voorwoord Andy Garibaldi, medeëigenaar van de platenlabels Deadly Ernest en Centaur Discs Ltd.. Op die heruitgave een bonustrack van 2:50 getiteld Gerry Williams.

## Musici
- Ed Wynne – gitaar, synthesizers
- Joie Hinton – synthesizers
- Zia Geelani – basgitaar
- John Egan – dwarsfluit
- Merv Pepler – slagwerk, percussie

## Muziek
| Nr. | Titel                                   | Duur |
| --- | --------------------------------------- | ---- |
| 1.  | Astro Cortex (Ozric Tentacles)          | 5:22 |
| 2.  | Yog-Bar-Og (Ozric Tentacles)            | 9:40 |
| 3.  | Arborescence (Wynne, Hinton)            | 4:53 |
| 4.  | Al-Salooq (Ozric Tentacles)             | 5:03 |
| 5.  | Dance of the Loom! (Wynne, Pepler)      | 5;14 |
| 6.  | Myriapod (Ozric Tentacles)              | 5:59 |
| 7.  | There’s a planet here (Ozric Tentacles) | 6:39 |
| 8.  | Shima Koto (Wynne)                      | 6:25 |

## Hitnotering
Arborescence was het laatste album van de Ozrics dat de Britse albumlijst haalde.

### Britse Album Top 100
| Hitnotering: 9-7-1994 t/m 22-7-1994 | Hitnotering: 9-7-1994 t/m 22-7-1994 | Hitnotering: 9-7-1994 t/m 22-7-1994 | Hitnotering: 9-7-1994 t/m 22-7-1994 |
| Week:                               | 1                                   | 2                                   |                                     |
| ----------------------------------- | ----------------------------------- | ----------------------------------- | ----------------------------------- |
| Positie:                            | 18                                  | 47                                  | uit                                 |